# Limites e colimites
Na teoria das categorias, limites e colimites generalizam diversas construções, sendo produtos e coprodutos uns de seus mais simples casos particulares.

## Definição
Sejam {\displaystyle J,C} categorias, a primeira chamada categoria de índices, e functor {\displaystyle F:J\to C}. Aqui, para cada {\displaystyle c\in C}, denota-se por {\displaystyle \Delta (c):J\to C} o functor constante, definido por: {\displaystyle \Delta (c)(i)=c} para cada {\displaystyle i\in J}; {\displaystyle \Delta (c)(u:i\to j)=1_{c}} para cada {\displaystyle u} morfismo em {\displaystyle J}.

### Cones
Um cone do vértice {\displaystyle c\in C} ao functor {\displaystyle F} é uma transformação natural {\displaystyle \Delta (c){\dot {\to }}F}, e, dualmente, um cone de {\displaystyle F} ao vértice {\displaystyle c} é uma transformação natural {\displaystyle F{\dot {\to }}\Delta (c)}. Em símbolos:
{\displaystyle \mathrm {Cone} (c,F)=\mathrm {Nat} (\Delta (c),F),}
{\displaystyle \mathrm {Cone} (F,c)=\mathrm {Nat} (F,\Delta (c)).}
A condição de naturalidade para cones de {\displaystyle c} a {\displaystyle F} é {\displaystyle F(k)\circ \lambda _{i}=\lambda _{j}} para cada {\displaystyle k:i\to j} em {\displaystyle J}, ou seja,
{\displaystyle {\begin{matrix}{}^{\lambda _{i}}&{}_{\nearrow }&F(i)\\c&&\downarrow &\scriptstyle {F(k)}\\{}_{\lambda _{j}}&{}^{\searrow }&F(j)\end{matrix}},}
e cones de {\displaystyle F} a {\displaystyle c} satisfazem a condição dual.
Adicionalmente, temos functor {\displaystyle \mathrm {Cone} (-,F):C^{\mathrm {op} }\to {\mathsf {Set}}} (e analogamente {\displaystyle \mathrm {Cone} (F,-):C\to {\mathsf {Set}}}); para cada {\displaystyle f:c\to d}, {\displaystyle \mathrm {Cone} (f,F)} leva uma transformação natural de componentes {\displaystyle \lambda _{i}:d\to F(i)} a uma de componentes {\displaystyle \lambda _{i}\circ f:c\to F(i)}.

### Limites e colimites
Em cada representação
{\displaystyle \hom _{C^{\mathrm {op} }}(a,-)=\hom _{C}(-,a)\cong \mathrm {Cone} (-,F),}
o objeto {\displaystyle a} é chamado de limite de {\displaystyle F}; o correspondente elemento universal {\displaystyle \lambda \in \mathrm {Cone} (a,F)} é chamado cone limitante. Noutras palavras, {\displaystyle \lambda :\Delta (a){\dot {\to }}F} é cone limitante se e só se, para cada outro cone {\displaystyle \mu :\Delta (b){\dot {\to }}F}, há precisamente uma seta {\displaystyle f:b\to a} tal que {\displaystyle \mu _{j}=\lambda _{j}\circ f} para cada {\displaystyle j\in J}.
Dualmente, numa representação
{\displaystyle \hom _{C}(a,-)\cong \mathrm {Cone} (F,-),}
o objeto {\displaystyle a} é chamado de colimite de {\displaystyle F}, e o elemento universal {\displaystyle \lambda \in \mathrm {Cone} (F,a)} é chamado cone colimitante.
Limites e colimites são únicos a menos de isomorfismo (pelo Lema de Yoneda), e são denotados respectivamente por {\displaystyle \mathrm {lim} \,F}, {\displaystyle \mathrm {colim} \,F}.

## Exemplos
Um limite para um functor {\displaystyle F:J\to C} é chamado:
- produto quando {\displaystyle J} é categoria discreta (isto é, todos os seus morfismos são identidades). No caso de produtos binários, a representação acima se reduz a:{\displaystyle \hom _{C}(c,a\times b)\cong \mathrm {Cone} (c,F)\cong \hom _{C}(c,a)\times \hom _{C}(c,b),}onde {\displaystyle a,b} são as imagens de {\displaystyle F} nos dois objetos de {\displaystyle J}.
- objeto terminal quando {\displaystyle J} é vazia. A representação acima se reduz a:{\displaystyle \hom _{C}(a,t)\cong \mathrm {Cone} (a,F)\cong \star ,}onde {\displaystyle \star } é conjunto de exatamente um elemento.
- equalizador quando {\displaystyle J=\bullet \rightrightarrows \bullet } (duas identidades, e outros dois morfismos paralelos que não são identidades).
- produto fibrado (ou pullback) quando {\displaystyle J=\bullet \rightarrow \bullet \leftarrow \bullet }.

Dualmente, um colimite para {\displaystyle F:J\to C} é chamado:
- coproduto quando {\displaystyle J} é discreta.
- objeto inicial quando {\displaystyle J} é vazia.
- coequalizador quando {\displaystyle J=\bullet \rightrightarrows \bullet }.
- coproduto fibrado (ou pushout) quando {\displaystyle J=\bullet \leftarrow \bullet \rightarrow \bullet }.[6][2][1]

Quando a categoria {\displaystyle C} é uma pré-ordem,
- o limite de um functor {\displaystyle F:J\to C} é o ínfimo {\displaystyle \inf _{i\in J}{F(i)}}.
- o colimite de um functor {\displaystyle F:J\to C} é o supremo {\displaystyle \sup _{i\in J}{F(i)}}.[7]

## Existência

### Categorias completas e cocompletas
Uma categoria {\displaystyle C} é dita (pequeno-)completa se e só se, para cada categoria pequena {\displaystyle J}, todo functor {\displaystyle F:J\to C} tem limite. Dualmente, {\displaystyle C} é (pequeno-)cocompleta se e só se todo functor {\displaystyle F:J\to C} tal que {\displaystyle J} é categoria pequena tem colimite.
Se {\displaystyle C} tem todos os produtos pequenos e todos os equalizadores (de duplas de morfismos), então {\displaystyle C} é completa. Com efeito, um limite de {\displaystyle F:J\to C} é o domínio {\displaystyle d} do equalizador:
{\displaystyle {\begin{array}{c c c}&{}_{f}&\\d{\xrightarrow {e}}\prod _{i\in J}{F(i)}&\rightrightarrows &\prod _{u:j\to k}{F(k)},\\&{}^{g}&\end{array}}}
em que as duas setas paralelas são definidas por (abaixo, {\displaystyle p_{(-)}} denota as projeções dos produtos):
{\displaystyle {\begin{array}{l}p_{u}\circ f=p_{k}\\p_{u}\circ g=F(u)\circ p_{j}\end{array}}{\text{ para cada seta }}u:j\to k,}
e o cone limitante tem componentes {\displaystyle p_{i}\circ e:d\to F(i)} para cada {\displaystyle i\in J}.

### Na categoria dos conjuntos
A categoria {\displaystyle {\mathsf {Set}}} dos conjuntos pequenos é pequeno-completa e pequeno-cocompleta. Há fórmulas explícitas para os limites e os colimites de um functor {\displaystyle F:J\to {\mathsf {Set}}}:
{\displaystyle \lim F\cong \mathrm {Cone} (\star ,F)\cong \left\{f\in \prod _{i\in J}{F(i)}\mid \forall (j,k\in J)\forall (u:j\to k)F(u)(f(j))=f(k)\right\},}
{\displaystyle \operatorname {colim} F\cong \left(\coprod _{i\in J}{F(i)}\right)/\sim ,}
onde {\displaystyle \sim } é a menor relação de equivalência satisfazendo (abaixo, {\displaystyle \iota _{j}:F(j)\to \coprod _{i\in I}{F(i)}} denota as inclusões no coproduto):
{\displaystyle \iota _{j}(x)\sim \iota _{k}(F(u)(x))}
para cada {\displaystyle x\in F(j)} e {\displaystyle u:j\to k}.

### Adjunção com o functor diagonalΔ
O functor {\displaystyle \Delta :C\to C^{J}} tem adjunto direito se e só se {\displaystyle C} admite todos os limites indexados por {\displaystyle J}, e tem adjunto esquerdo se e só se {\displaystyle C} admite todos os limites indexados por {\displaystyle J}:
{\displaystyle \hom _{C^{J}}(\Delta (c),F)\cong \hom _{C}(c,\operatorname {lim} F)},
{\displaystyle \hom _{C}(\operatorname {colim} F,c)\cong \hom _{C^{J}}(F,\Delta (c))}.
Neste caso, {\displaystyle \operatorname {colim} \dashv \Delta \dashv \operatorname {lim} }, isto é, os operadores limite e colimite podem ser estendidos a functores {\displaystyle C^{J}\to C}.

## Functores e limites
Um functor {\displaystyle U:C\to D}:
- preserva os limites de {\displaystyle F:J\to C} se e só se, para cada cone limitante {\displaystyle \lambda :\Delta (c){\dot {\to }}F}, também {\displaystyle U\lambda :\Delta (U(c)){\dot {\to }}UF} é cone limitante.
- reflete os limites de {\displaystyle F:J\to C} se e só se, para cada cone {\displaystyle \lambda :\Delta (c){\dot {\to }}F} tal que {\displaystyle U\lambda :\Delta (U(c)){\dot {\to }}UF} é cone limitante, também {\displaystyle \lambda } é cone limitante.
- cria os limites de um functor {\displaystyle F:J\to C} tal que {\displaystyle UF:J\to D} tem limite se e só se {\displaystyle F:J\to C} também tem limite, e {\displaystyle U} preserva e reflete os limites de {\displaystyle F}.[12]
- estritamente cria os limites de {\displaystyle F} se e só se, para cada cone limitante {\displaystyle \mu :\Delta (d){\dot {\to }}UF}, há único {\displaystyle c\in C} e cone {\displaystyle \lambda :\Delta (c){\dot {\to }}F} tal que {\displaystyle \mu =U\lambda }, e ainda mais este {\displaystyle \lambda } é cone limitante.[13]

(Mac Lane usa o termo cria em vez de estritamente cria.) Há definições análogas para a preservação, reflexão e criação de colimites.
Um functor {\displaystyle U:C\to D} é dito (pequeno-)contínuo (respectivamente cocontínuo) quando preserva todos os limites pequenos (respectivamente colimites pequenos).
Os functores {\displaystyle \hom _{C}(c,-):C\to {\mathsf {Set}}} são sempre contínuos. Assim, têm-se isomorfismos:
{\displaystyle \hom _{C}(c,\lim F)\cong \lim(\hom _{C}(c,F(-)))}
{\displaystyle \hom _{C}(\operatorname {colim} F,c)\cong \lim(\hom _{C}(F(-),c))}

## Propriedades

### Limites pontualmente
Um limite de um functor F : J → CA existe precisamente quando cada functor Ea ∘ F : J → C tem limite (onde Ea : CA → C é a aplicação em a), e neste caso o limite é um functor L : A → C tal que L(a) é limite de Ea ∘ F para cada a ∈ A.

### Limites comutam
Seja functor F : I × J → C tal que, para cada i ∈ I, F(i, –) : J → C tem limite. Então, esses limites formam um functor
limj ∈ J F(–, j) : I → C,
que tem limite precisamente quando F : I × J → C tem limite.
Em particular, quando os limites abaixo existem, há isomorfismo
limi ∈ I limj ∈ J F(i, j) ≅ limj ∈ J limi ∈ I F(i, j).

### Troca de limite com colimite
Para cada functor F : I × J → C, há uma seta "canônica"
colimi ∈ I limj ∈ J F(i, j) → limj ∈ J colimi ∈ I F(i, j),
quando existem os limites e colimites adequados. Se C é a categoria dos conjuntos, uma das situações nas quais essa seta é isomorfismo é quando J é categoria finita e I é categoria filtrada (isto é, cada functor K → I com K finita tem cone a algum objeto de I); brevemente, limites finitos comutam com colimites filtrados na categoria dos conjuntos.